# Bahnstrecke Mannheim–Weinheim
| |                                                              |                                                       |                                                       |
| Streckennummer (DB): | 9400                                                         |                                                       |                                                       |
| Kursbuchstrecke (DB): | 669 (bis 1970: 300g; bis 1992: 568)                          |                                                       |                                                       |
| Kursbuchstrecke: | 318h (1946) 318m (Mannheim OEG – Mannheim-Käfertal OEG 1946) |                                                       |                                                       |
| Streckenlänge: | 16,6 km                                                      |                                                       |                                                       |
| Spurweite: | 1000 mm (Meterspur)                                          |                                                       |                                                       |
| Stromsystem: | 750 Volt =                                                   |                                                       |                                                       |
| Minimaler Radius: | 23 m                                                         |                                                       |                                                       |
| Streckengeschwindigkeit: | 80 km/h                                                      |                                                       |                                                       |
| Zweigleisigkeit: | ja                                                           |                                                       |                                                       |
| |                                                              |                                                       |                                                       |
| \| \| 0,0 \| Mannheim OEG („Weinheimer Bahnhof“) \| Mannheim OEG („Weinheimer Bahnhof“) \| \| \| \| ehem. Straßenbahn vom Alten Messplatz \| \| \| \| \| Neckarvorland (Güterumschlag) \| \| \| \| \| Feudenheimer Dampfbahn \| \| \| \| \| \| \| \| \| \| Straßenbahn von der Friedrich-Ebert-Brücke 2 5 A 7 \| \| \| \| \| \| \| \| \| \| Straßenbahn über die Schafweide 4 A 15 \| \| \| \| \| Universitätsklinikum \| \| \| \| \| \| \| \| \| \| Feudenheimer Dampfbahn \| \| \| \| \| Feudenheim \| \| \| \| \| \| \| \| \| \| Straßenbahn nach Feudenheim 2 7 \| \| \| \| 0,823 \| Infrastrukturgrenze BOStrab / ESBO \| Infrastrukturgrenze BOStrab / ESBO \| \| \| 1,0 \| Lange Rötterstraße \| Lange Rötterstraße \| \| \| \| \| \| \| \| \| Straßenbahn nach Käfertaler Wald und Waldfriedhof 4 A \| \| \| \| \| \| \| \| \| 1,4 \| Bonifatiuskirche \| Bonifatiuskirche \| \| \| 1,5 \| Grenadierstraße \| Grenadierstraße \| \| \| 2,2 \| Exerzierplatz \| Exerzierplatz \| \| \| \| Bahnstrecke Mannheim–Frankfurt am Main \| \| \| \| \| Käfertal Güterbahnhof (Güterübergabe per Rollbock) \| \| \| \| \| \| \| \| \| 2,5 \| Boveristraße \| Boveristraße \| \| \| 2,9 \| Käfertal Süd \| Käfertal Süd \| \| \| \| \| \| \| \| 3,4 \| Mannheimer Straße \| Mannheimer Straße \| \| \| \| Wechsel Betriebsverfahren BOStrab / ESBO \| \| \| \| \| ehem. Straßenbahnendstelle Käfertal \| \| \| \| \| \| \| \| \| 3,9 \| Mannheim-Käfertal OEG \| Mannheim-Käfertal OEG \| \| \| \| nach Heddesheim \| \| \| \| 4,7 \| Bensheimer Straße \| Bensheimer Straße \| \| \| \| Straßenbahn nach Franklin (in Bau) \| \| \| \| 5,7 \| Platz der Freundschaft \| Platz der Freundschaft \| \| \| \| Wasserwerk Käfertal \| \| \| \| 6,8 \| Tierheim (Üst, seit September 2014) \| Tierheim (Üst, seit September 2014) \| \| \| 6,88 \| Grenze Baden-Württemberg/Hessen \| Grenze Baden-Württemberg/Hessen \| \| \| \| A 6 \| \| \| \| 7,9 \| Tivoli/Rhein-Neckar-Zentrum \| Tivoli/Rhein-Neckar-Zentrum \| \| \| \| \| \| \| \| \| Viernheim Haltepunkt \| \| \| \| 8,7 \| Kapellenberg \| Kapellenberg \| \| \| \| \| \| \| \| 9,6 \| Viernheim OEG \| Viernheim OEG \| \| \| 10,2 \| Viernheim Ost \| Viernheim Ost \| \| \| 10,7 \| Walter-Gropius-Allee \| Walter-Gropius-Allee \| \| \| \| Bahnstrecke Weinheim–Worms \| \| \| \| \| A 659 \| \| \| \| 12,41 \| Grenze Hessen/Baden-Württemberg \| Grenze Hessen/Baden-Württemberg \| \| \| \| A 5 \| \| \| \| 13,3 \| Freiburger Straße \| Freiburger Straße \| \| \| \| Dampfziegelei [1] \| \| \| \| 13,8 \| Blumenstraße \| Blumenstraße \| \| \| \| \| \| \| \| 14,7 \| Stahlbad \| Stahlbad \| \| \| \| Kurbrunnen [1] \| \| \| \| 15,4 \| Händelstraße \| Händelstraße \| \| \| \| Bahnstrecke Frankfurt am Main–Heidelberg \| \| \| \| \| Bahnstrecke Weinheim–Worms \| \| \| \| \| Pfälzer Hof \| \| \| \| 16,4 \| Weinheim Hauptbahnhof \| Weinheim Hauptbahnhof \| \| \| \| zum Güterbahnhof Weinheim (Güterübergabe) \| \| \| \| 16,7 \| Weinheim Alter OEG-Bahnhof \| Weinheim Alter OEG-Bahnhof \| \| \| \| \| \| \| \| \| nach Heidelberg (Bahnstrecke Weinheim–Heidelberg) \| \| |                                                              |                                                       |                                                       |
| Kopfbahnhof Streckenanfang (Strecke außer Betrieb) | 0,0                                                          | Mannheim OEG („Weinheimer Bahnhof“)                   | Mannheim OEG („Weinheimer Bahnhof“)                   |
| Abzweig mit U-Bahn geradeaus und von links (Strecke außer Betrieb) |                                                              | ehem. Straßenbahn vom Alten Messplatz                 | ehem. Straßenbahn vom Alten Messplatz                 |
| Betriebs-/Güterbahnhof Streckenanfang (Strecke außer Betrieb) · Strecke (außer Betrieb) |                                                              | Neckarvorland (Güterumschlag)                         | Neckarvorland (Güterumschlag)                         |
| Kreuzung (Strecken außer Betrieb) · Strecke (außer Betrieb) |                                                              | Feudenheimer Dampfbahn                                | Feudenheimer Dampfbahn                                |
| |                                                              |                                                       |                                                       |
| Strecke ehemals nach links und von rechts · Abzweig geradeaus und nach rechts (Strecke außer Betrieb) |                                                              | Straßenbahn von der Friedrich-Ebert-Brücke 2 5 A 7    | Straßenbahn von der Friedrich-Ebert-Brücke 2 5 A 7    |
| |                                                              |                                                       |                                                       |
| U-Bahn-Abzweig geradeaus, nach links und von links · Strecke (außer Betrieb) |                                                              | Straßenbahn über die Schafweide 4 A 15                | Straßenbahn über die Schafweide 4 A 15                |
| U-Bahn-Haltepunkt / Haltestelle · Strecke (außer Betrieb) |                                                              | Universitätsklinikum                                  | Universitätsklinikum                                  |
| Strecke von links (außer Betrieb) · U-Bahn-Kreuzung mit Eisenbahn (Querstrecke außer Betrieb) · Strecke nach rechts (außer Betrieb) |                                                              |                                                       |                                                       |
| Kreuzung (Strecken außer Betrieb) · U-Bahn-Strecke |                                                              | Feudenheimer Dampfbahn                                | Feudenheimer Dampfbahn                                |
| Kopfbahnhof Streckenende (Strecke außer Betrieb) · U-Bahn-Strecke |                                                              | Feudenheim                                            | Feudenheim                                            |
| U-Bahn-Abzweig geradeaus und nach links · U-Bahn-Strecke von rechts |                                                              |                                                       |                                                       |
| Abzweig mit U-Bahn ehemals geradeaus und nach rechts · U-Bahn-Strecke |                                                              | Straßenbahn nach Feudenheim 2 7                       | Straßenbahn nach Feudenheim 2 7                       |
| Strecke (außer Betrieb) · U-Bahn-Grenze | 0,823                                                        | Infrastrukturgrenze BOStrab / ESBO                    | Infrastrukturgrenze BOStrab / ESBO                    |
| Strecke (außer Betrieb) · U-Bahn-Haltepunkt / Haltestelle | 1,0                                                          | Lange Rötterstraße                                    | Lange Rötterstraße                                    |
| |                                                              |                                                       |                                                       |
| Strecke (außer Betrieb) · U-Bahn-Abzweig geradeaus und nach links |                                                              | Straßenbahn nach Käfertaler Wald und Waldfriedhof 4 A | Straßenbahn nach Käfertaler Wald und Waldfriedhof 4 A |
| |                                                              |                                                       |                                                       |
| Strecke (außer Betrieb) · U-Bahn-Haltepunkt / Haltestelle | 1,4                                                          | Bonifatiuskirche                                      | Bonifatiuskirche                                      |
| Strecke (außer Betrieb) · ehemaliger U-Bahn-Haltepunkt / Haltestelle | 1,5                                                          | Grenadierstraße                                       | Grenadierstraße                                       |
| Strecke (außer Betrieb) · U-Bahn-Haltepunkt / Haltestelle | 2,2                                                          | Exerzierplatz                                         | Exerzierplatz                                         |
| Abzweig quer und ehemals von rechts · Kreuzung (Strecke geradeaus außer Betrieb) · U-Bahn-Kreuzung mit Eisenbahn geradeaus oben |                                                              | Bahnstrecke Mannheim–Frankfurt am Main                | Bahnstrecke Mannheim–Frankfurt am Main                |
| Dienststation / Betriebs- oder Güterbahnhof (Strecke außer Betrieb) · Strecke (außer Betrieb) · U-Bahn-Strecke |                                                              | Käfertal Güterbahnhof (Güterübergabe per Rollbock)    | Käfertal Güterbahnhof (Güterübergabe per Rollbock)    |
| Strecke nach links (außer Betrieb) · Abzweig geradeaus und von rechts (Strecke außer Betrieb) · U-Bahn-Strecke |                                                              |                                                       |                                                       |
| Strecke (außer Betrieb) · U-Bahn-Haltepunkt / Haltestelle | 2,5                                                          | Boveristraße                                          | Boveristraße                                          |
| Strecke (außer Betrieb) · U-Bahn-Haltepunkt / Haltestelle | 2,9                                                          | Käfertal Süd                                          | Käfertal Süd                                          |
| Abzweig geradeaus und nach links (Strecke außer Betrieb) · U-Bahn-Abzweig mit Eisenbahn geradeaus und ehemals von rechts |                                                              |                                                       |                                                       |
| Strecke (außer Betrieb) · U-Bahn-Haltepunkt / Haltestelle | 3,4                                                          | Mannheimer Straße                                     | Mannheimer Straße                                     |
| Strecke (außer Betrieb) · U-Bahn-Grenze mit Eisenbahn |                                                              | Wechsel Betriebsverfahren BOStrab / ESBO              | Wechsel Betriebsverfahren BOStrab / ESBO              |
| Strecke (außer Betrieb) · Abzweig mit U-Bahn geradeaus und ehemals nach links |                                                              | ehem. Straßenbahnendstelle Käfertal                   | ehem. Straßenbahnendstelle Käfertal                   |
| Abzweig ehemals geradeaus und von links · Strecke nach rechts |                                                              |                                                       |                                                       |
| Bahnhof | 3,9                                                          | Mannheim-Käfertal OEG                                 | Mannheim-Käfertal OEG                                 |
| Abzweig geradeaus und nach rechts |                                                              | nach Heddesheim                                       | nach Heddesheim                                       |
| Haltepunkt / Haltestelle | 4,7                                                          | Bensheimer Straße                                     | Bensheimer Straße                                     |
| Abzweig mit U-Bahn geradeaus und ehemals nach links |                                                              | Straßenbahn nach Franklin (in Bau)                    | Straßenbahn nach Franklin (in Bau)                    |
| Haltepunkt / Haltestelle | 5,7                                                          | Platz der Freundschaft                                | Platz der Freundschaft                                |
| Abzweig geradeaus und ehemals nach links · Betriebs-/Güterbahnhof Streckenende und quer (Strecke außer Betrieb) |                                                              | Wasserwerk Käfertal                                   | Wasserwerk Käfertal                                   |
| Überleitstelle / Spurwechsel | 6,8                                                          | Tierheim (Üst, seit September 2014)                   | Tierheim (Üst, seit September 2014)                   |
| Grenze | 6,88                                                         | Grenze Baden-Württemberg/Hessen                       | Grenze Baden-Württemberg/Hessen                       |
| Strecke mit Straßenbrücke |                                                              | A 6                                                   | A 6                                                   |
| Haltepunkt / Haltestelle | 7,9                                                          | Tivoli/Rhein-Neckar-Zentrum                           | Tivoli/Rhein-Neckar-Zentrum                           |
| Verschwenkung von links · Verschwenkung von rechts (Strecke außer Betrieb) |                                                              |                                                       |                                                       |
| Strecke · Haltepunkt / Haltestelle (Strecke außer Betrieb) |                                                              | Viernheim Haltepunkt                                  | Viernheim Haltepunkt                                  |
| Haltepunkt / Haltestelle · Strecke (außer Betrieb) | 8,7                                                          | Kapellenberg                                          | Kapellenberg                                          |
| Verschwenkung nach links · Verschwenkung nach rechts (Strecke außer Betrieb) |                                                              |                                                       |                                                       |
| Bahnhof | 9,6                                                          | Viernheim OEG                                         | Viernheim OEG                                         |
| Haltepunkt / Haltestelle | 10,2                                                         | Viernheim Ost                                         | Viernheim Ost                                         |
| Haltepunkt / Haltestelle | 10,7                                                         | Walter-Gropius-Allee                                  | Walter-Gropius-Allee                                  |
| Kreuzung geradeaus unten |                                                              | Bahnstrecke Weinheim–Worms                            | Bahnstrecke Weinheim–Worms                            |
| Strecke mit Straßenbrücke |                                                              | A 659                                                 | A 659                                                 |
| Grenze | 12,41                                                        | Grenze Hessen/Baden-Württemberg                       | Grenze Hessen/Baden-Württemberg                       |
| Strecke mit Straßenbrücke |                                                              | A 5                                                   | A 5                                                   |
| Haltepunkt / Haltestelle | 13,3                                                         | Freiburger Straße                                     | Freiburger Straße                                     |
| Abzweig geradeaus und ehemals von links · Betriebs-/Güterbahnhof Streckenende und quer (Strecke außer Betrieb) |                                                              | Dampfziegelei                                         | Dampfziegelei                                         |
| Bahnhof | 13,8                                                         | Blumenstraße                                          | Blumenstraße                                          |
| Strecke von links (außer Betrieb) · Abzweig geradeaus und ehemals nach rechts |                                                              |                                                       |                                                       |
| Strecke (außer Betrieb) · Haltepunkt / Haltestelle | 14,7                                                         | Stahlbad                                              | Stahlbad                                              |
| Haltepunkt / Haltestelle (Strecke außer Betrieb) · Strecke |                                                              | Kurbrunnen                                            | Kurbrunnen                                            |
| Strecke (außer Betrieb) · Haltepunkt / Haltestelle | 15,4                                                         | Händelstraße                                          | Händelstraße                                          |
| Kreuzung geradeaus oben (Strecke geradeaus außer Betrieb) · Kreuzung geradeaus oben |                                                              | Bahnstrecke Frankfurt am Main–Heidelberg              | Bahnstrecke Frankfurt am Main–Heidelberg              |
| Kreuzung geradeaus oben (Strecke geradeaus außer Betrieb) · Kreuzung geradeaus oben |                                                              | Bahnstrecke Weinheim–Worms                            | Bahnstrecke Weinheim–Worms                            |
| Strecke (außer Betrieb) · Abzweig geradeaus und ehemals von links · Betriebs-/Güterbahnhof Streckenende und quer (Strecke außer Betrieb) |                                                              | Pfälzer Hof                                           | Pfälzer Hof                                           |
| Strecke (außer Betrieb) · Haltepunkt / Haltestelle | 16,4                                                         | Weinheim Hauptbahnhof                                 | Weinheim Hauptbahnhof                                 |
| Strecke (außer Betrieb) · Abzweig geradeaus und ehemals von rechts |                                                              | zum Güterbahnhof Weinheim (Güterübergabe)             | zum Güterbahnhof Weinheim (Güterübergabe)             |
| Strecke (außer Betrieb) · Bahnhof | 16,7                                                         | Weinheim Alter OEG-Bahnhof                            | Weinheim Alter OEG-Bahnhof                            |
| Strecke nach links (außer Betrieb) · Abzweig geradeaus und ehemals nach rechts |                                                              |                                                       |                                                       |
| Strecke |                                                              | nach Heidelberg (Bahnstrecke Weinheim–Heidelberg)     | nach Heidelberg (Bahnstrecke Weinheim–Heidelberg)     |

Die Bahnstrecke Mannheim–Weinheim ist eine früher von der Oberrheinischen Eisenbahn-Gesellschaft AG (OEG), später MVV OEG AG, heute von der RNV (Betriebsführung, zugleich EVU und EIU) nach der Eisenbahn-Bau- und Betriebsordnung für Schmalspurbahnen (ESBO) betriebene, meterspurige Eisenbahnstrecke zwischen Mannheim-Neckarstadt-Ost/Wohlgelegen und Weinheim. Die Strecke befindet sich jedoch weiterhin im Eigentum der MVV Verkehr AG als Nachfolger der OEG. Sie ist eine Nebenbahn, als Betriebsverfahren wird elektronisch signalisierter Zugleitbetrieb angewendet.

## Geschichte

### Die ersten Betriebsjahre
Das Konsortium Centralverwaltung für Secundairbahnen Herrmann Bachstein erhielt 1886 die Konzession für die Strecke von Mannheim über Käfertal und Viernheim nach Weinheim, die bereits 1887 eröffnet wurde.Nachdem die Strecke 1890 von Weinheim bis Heidelberg und 1891 von Heidelberg nach Mannheim erweitert worden war, wurde 1892 die noch bestehende Lücke zwischen den beiden Bahnhöfen in Mannheim (Weinheimer Bahnhof nördlich des Neckars und Heidelberger Bahnhof südlich des Neckars) geschlossen. Diese Verbindung über die Friedrichsbrücke (heute Kurpfalzbrücke) wurde allerdings nur innerbetrieblich genutzt.

### Übernahme durch die SEG
1895 gründete Bachstein die Süddeutsche Eisenbahn-Gesellschaft AG (SEG), in deren Besitz auch die Mannheim-Weinheim-Heidelberg-Mannheimer Eisenbahn (MWHME) im Jahr 1897 überging.
Am 16. Juli 1903 wurde die Strecke zwischen Klinikum (damals Brauereien) und Käfertal aus der Käfertaler Straße und der Mannheimer Straße in die damalige Kronprinzenstraße (heutige Friedrich-Ebert-Straße) verlegt und seitdem bis Käfertal gemeinsam von der SEG und der städtischen Straßenbahn befahren.
Ein Teil der alten Strecke durch die Mannheimer Straße blieb als Verbindungsgleis zur Staatsbahn (Bahnhof Käfertal an der östlichen Riedbahn) bis 1971 erhalten.
Beim Haltepunkt und früheren Bahnhof Käfertal Wald bestand viele Jahrzehnte lang ein Abzweiggleis, das durch den Käfertaler Wald entlang der Birkenallee zum 1888 eröffneten Wasserwerk führte. Dieses Anschlussgleis diente der Versorgung des Wasserwerks mit Kohle für die dampfbetriebenen Pumpen. 1911 fuhren auf dieser Zweigstrecke Ausflugszüge. Ungefähr 1936 wurde der 90°-Linksbogen zum Bau der Sullivan Barracks nach Osten verlegt und deren Heizwerk ebenfalls angeschlossen. Ende der 50er Jahre wurde der Anschluss abgebaut.
Da eine in der Anfangszeit angestrebte Verlängerung der Strecke Mannheim–Weinheim über Birkenau und Fürth bis Reichelsheim mit Anschluss an die SEG-Strecke der Reinheim-Reichelsheimer Eisenbahn nicht verwirklicht werden konnte (Weinheim–Fürth wurde mit der Weschnitztalbahn normalspurig ausgeführt), erfolgte in Weinheim 1912 zusammen mit dem Neubau der OEG-Brücke über die Bahnstrecke Frankfurt am Main–Heidelberg am 7. Mai eine Streckenänderung. Die alte Strecke führte vom Stahlbad geradeaus nach Osten – dem Verlauf der heutigen Breslauer Straße folgend – bis zum Güterbahnhof, der mit einer Brücke überquert wurde, dann entlang der Bergstraße nach Norden bis zum Gasthaus Pfälzer Hof (am Standort der heutigen Stadthalle). Für die neue OEG-Brücke wurde die Trasse in die heutige Stahlbadstraße und Mannheimer Straße verlegt sowie die über die Weschnitz führende Stichstrecke von der Bahnhofstraße zum Pfälzer Hof abgebrochen.

### Elektrifizierung
Als erste Teilstrecke wurde bis zum 2. September 1915 die Strecke Käfertal–Viernheim–Weinheim elektrifiziert und zweigleisig ausgebaut. Damals wurde eine an Querjochen aufgehängte, vollwindschiefe Oberleitung verbaut. Die Elektrifizierung dieser Strecke sorgte auch dafür, dass die OEG bis 1934 die Stadt Weinheim mit Strom versorgte.
Gleichzeitig mit der Elektrifizierung wurde die Linienführung in Mannheim vom nördlich des Neckar gelegenen OEG-Bahnhof („Weinheimer Bahnhof“) auf den Gleisen der Städtischen Straßenbahn über den Paradeplatz, Planken und Wasserturm bis zum Vorplatz des Mannheimer Hauptbahnhofs verlängert.
Nachdem sich durch den Ersten Weltkrieg der geplante elektrische Ausbau weiterer Strecken verzögerte, konnte am 1. September 1956 der durchgehende Rundverkehr mit elektrischen Triebwagen aufgenommen werden.

### Modernisierungen
Zwischen 1970 und 1980 wurden die örtlichen Stellwerke durch automatischen Streckenblock ersetzt. Die Strecke wurde daraufhin vom 1978 in Betrieb genommenen Stellwerk in Käfertal aus gesteuert.
1968 wurde im Rahmen des Ausbaus der Bundesstraße 38 die Trasse in Viernheim geringfügig nach Südosten verlegt. Bisher verlief die Bahnstrecke bis zur Kiesstraße neben der Mannheimer Straße, schwenkte dann nach rechts ab – ungefähr dem Verlauf der heutigen Straße „Auf der Beune“ folgend –, überquerte den Heddesheimer Weg und verlief anschließend direkt neben der Ringstraße (heute „Berliner Ring“) bis zum Viernheimer OEG-Bahnhof. Sie verlief hiermit größtenteils unmittelbar am damaligen Stadtrand. Die neu gebaute Trasse hingegen schwenkte bereits hinter der Jahnstraße von der Mannheimer Straße weg und führte am ehemaligen „Bierkeller“ vorbei und unter der neuen Brücke der Heddesheimer Straße hindurch auf einer veränderten Route bis zum OEG-Bahnhof. Hierdurch konnte auch ein Teil des Berliner Rings verbreitert werden – ein Vorhaben, dessentwegen die Gemeinde bereits 1911 über eine Gleisverlegung verhandelt hatte.
Der Viernheimer „Haltepunkt“ wurde im Zuge dieses Neubaus von seinem bisherigen Standort zwischen Sand- und Kiesstraße an die Jahnstraße verlegt. 1972 wurde er allerdings erneut nach Westen verlegt, diesmal zur Zufahrt des neu eröffneten Rhein-Neckar-Zentrums. Zwischenzeitlich erhielt er auch den Namen „Tivoli“ nach dem direkt angrenzenden Viernheimer Stadtquartier. Mit der später neu angelegten Station „Kapellenberg“ entlang der neuen Strecke befindet sich heute in Höhe des ursprünglichen Haltepunkts wieder eine Haltestelle der OEG.
Anfangs endeten die Strecken in Mannheim noch in separaten Bahnhöfen der OEG beiderseits des Neckars in Höhe der Kurpfalzbrücke. 1973 wurde die Linie von Weinheim in Mannheim über den Neckar (Friedrich-Ebert-Brücke) bis zum Hauptbahnhof verlängert und der Weinheimer Bahnhof stillgelegt. Auf dem Gelände dieses ehemaligen Bahnhofs liegen heute Teile der Bebauung der Neckarpromenade, 2006 wurde fast an gleicher Stelle eine neue Straßenbahnstrecke (entlang der Schafweide) in Betrieb genommen.

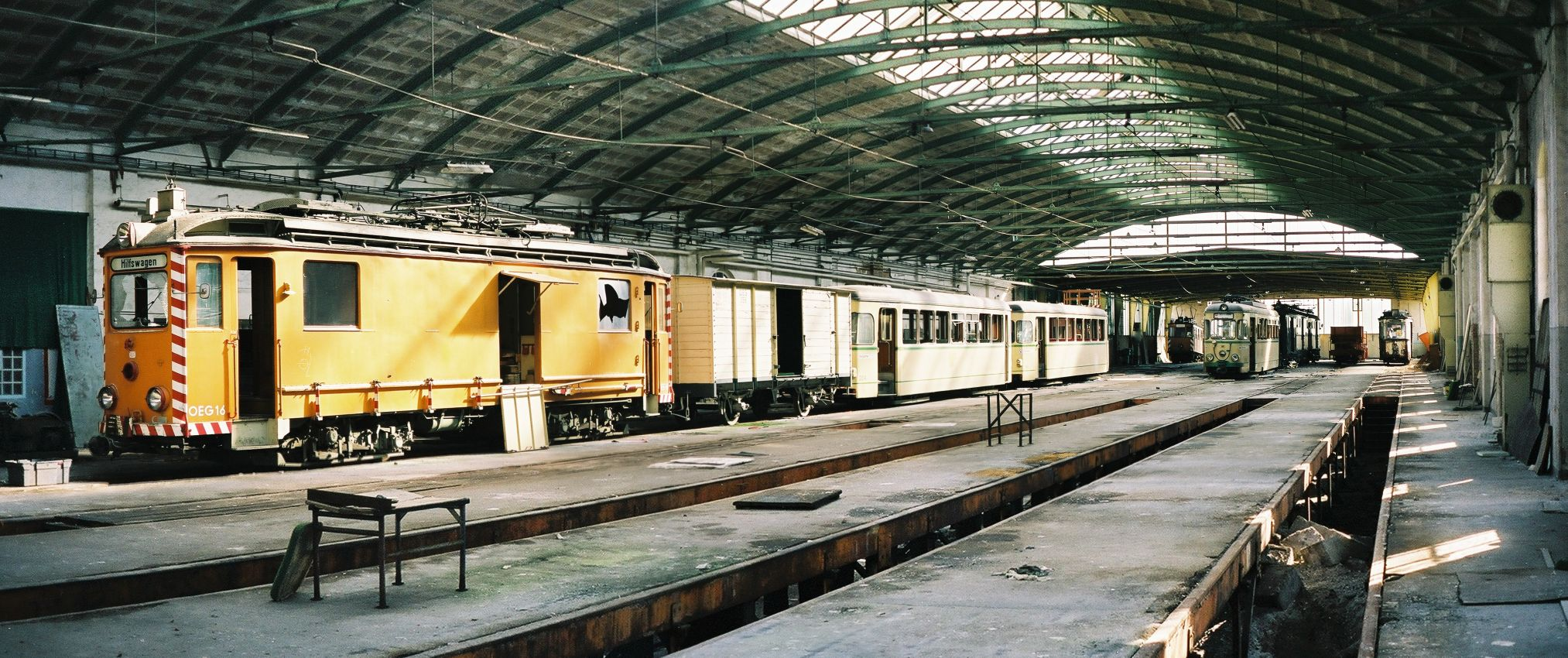
Abgestellte Altfahrzeuge in der mittlerweile anderweitig genutzten Viernheimer Wagenhalle

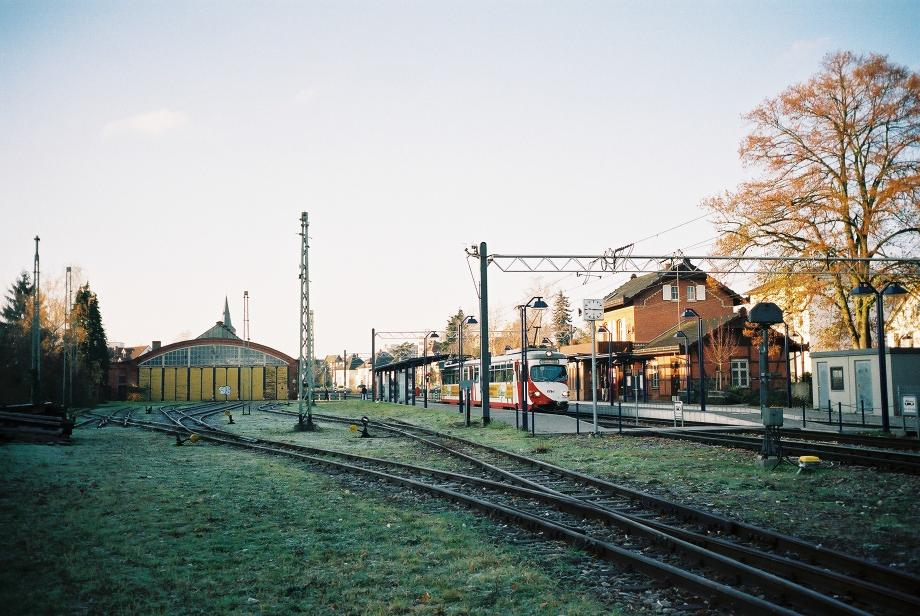
OEG-Bahnhof Viernheim mit Wagenhalle

Zum 1. Juli 1973 wurde die Wagenhalle Viernheim geschlossen. Sie wurde überflüssig, weil die Hauptwerkstätte in Käfertal wegen der Gründung der Zentralwerkstatt für Verkehrsmittel aufgelöst wurde. Personal und Fahrzeuge wurden von Viernheim nach Käfertal versetzt. Auf dem Gelände unterhielt die Deutsche Gesellschaft für Eisenbahngeschichte (DGEG) von 1976 bis 1986 ein Museum für Schmalspurfahrzeuge. Das unter Denkmalschutz stehende Gebäude war wegen seines schlechten Zustands lange Zeit nicht öffentlich zugänglich und beherbergte seit seiner Schließung historische Fahrzeuge der OEG. Im Jahr 2008 wurde der Gleisanschluss entfernt, die Halle wurde bis 2010 aufwändig saniert und zu einem Bürokomplex umgebaut.
Bis 1977 wurden die Gleisanlagen im OEG-Bahnhof Käfertal vollständig umgestaltet, da diese noch dem Zustand vor dem Ersten Weltkrieg und damit nicht mehr den aktuellen Anforderungen entsprachen. Dabei wurde eine Wendeschleife angelegt.
1995 wurde das Konzept MVG 2000 umgesetzt, das auch für die OEG große Veränderungen brachte. Endeten bisher die Züge aus Richtung Weinheim am Vorplatz des Mannheimer Hauptbahnhofs und aus Richtung Heidelberg im Bahnhof Mannheim Kurpfalzbrücke, so wurde nun mit Führung der Züge durch die Mannheimer Innenstadt der Ring geschlossen. Um dies zu erreichen, wurde eine kurze Verbindungsstrecke gebaut, die vor dem Collini-Center unter Umgehung des Bahnhofes Kurpfalzbrücke abzweigt und in die Straßenbahnstrecke im Friedrichsring mündet. Damit wurde eine Verbindung wiederhergestellt, die es in ähnlicher Form bis 1928 bzw. 1974 bereits gegeben hatte. Die OEG wurde in das Mannheimer Straßenbahnliniennetz integriert und führte nun die Linienbezeichnung 5R (beziehungsweise nur 5 für Fahrten auf dem Abschnitt Käfertal–Mannheim Hbf–Edingen).

### RNV-Zeit

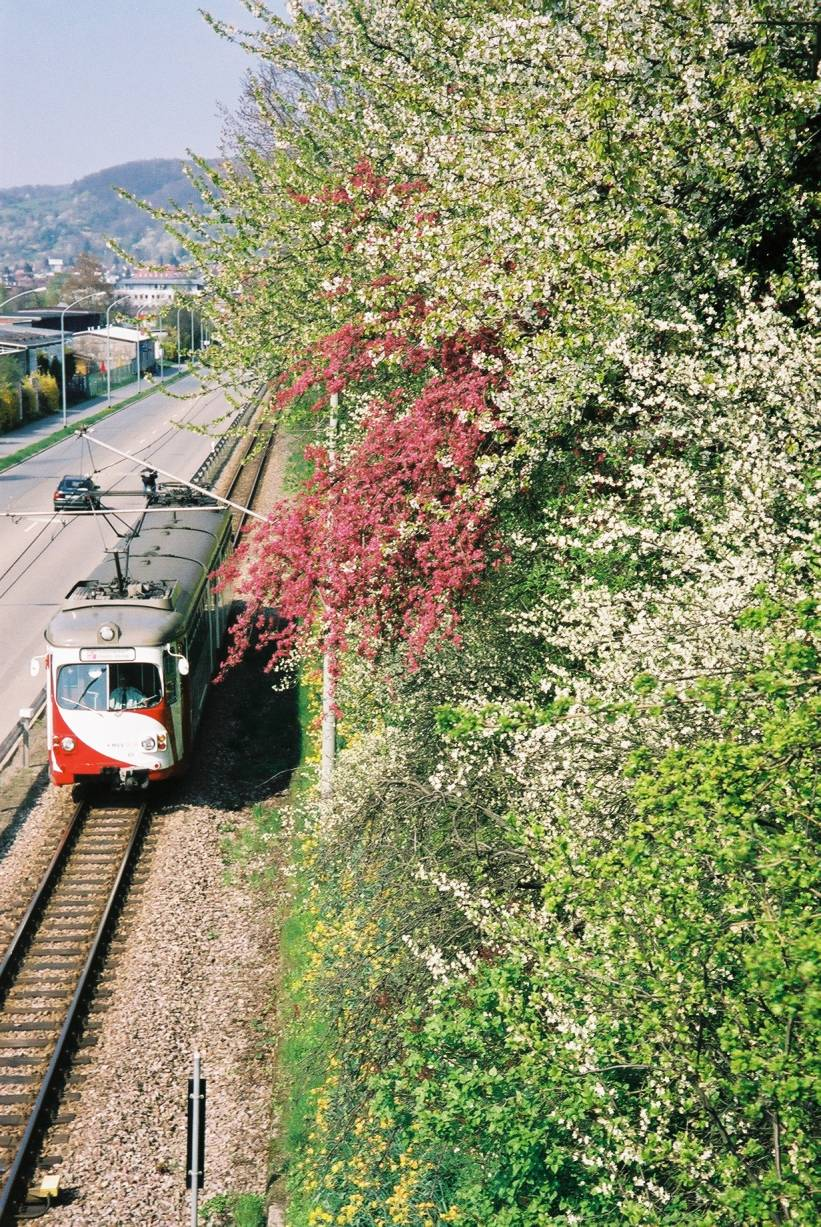
OEG-Zug in Weinheim, in Nähe der Haltestelle Rosenbrunnen, noch vor dem zweigleisigen Ausbau der Strecke entlang der Bergstraße

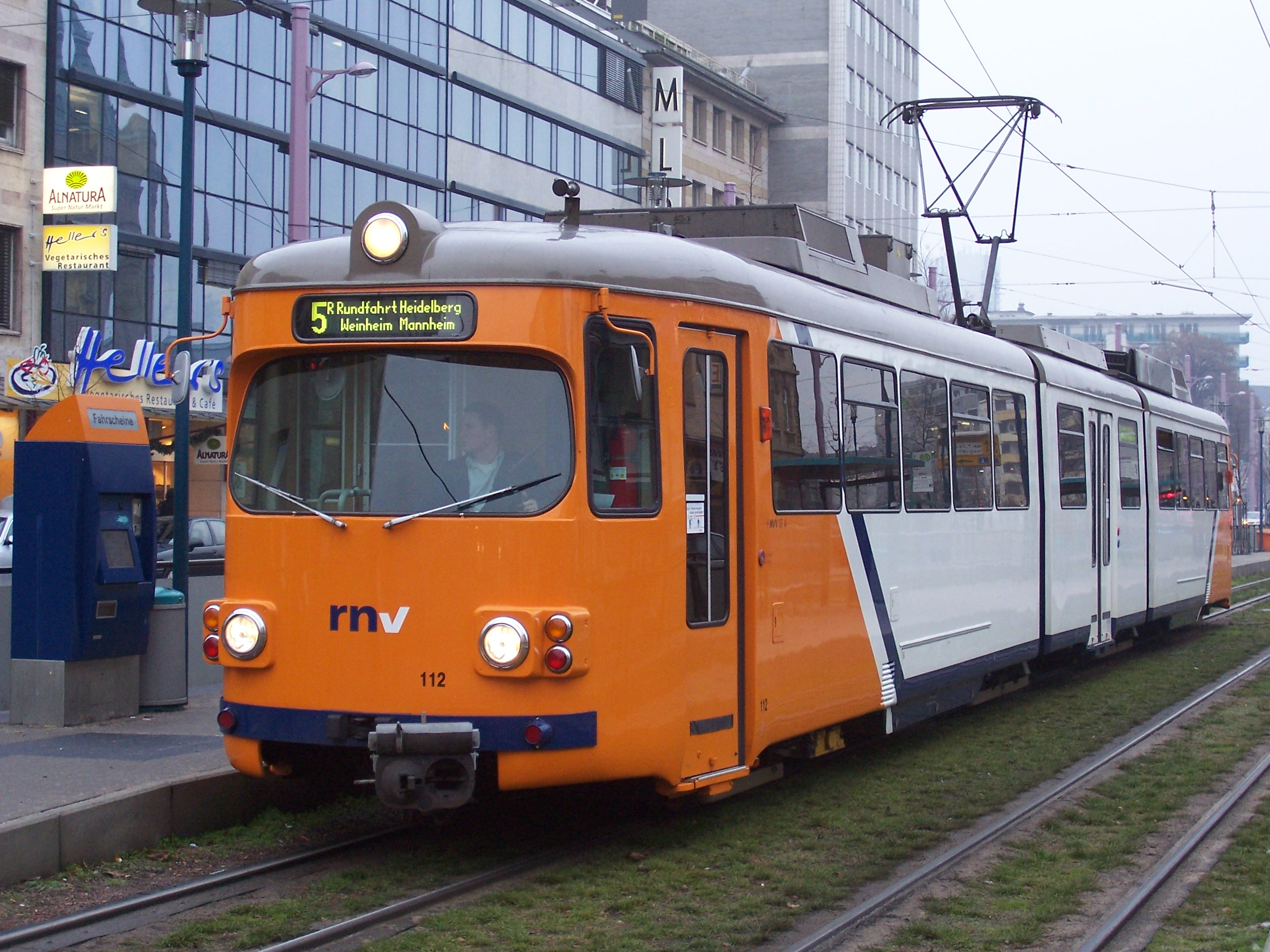
Wagen 112 in RNV-Lackierung

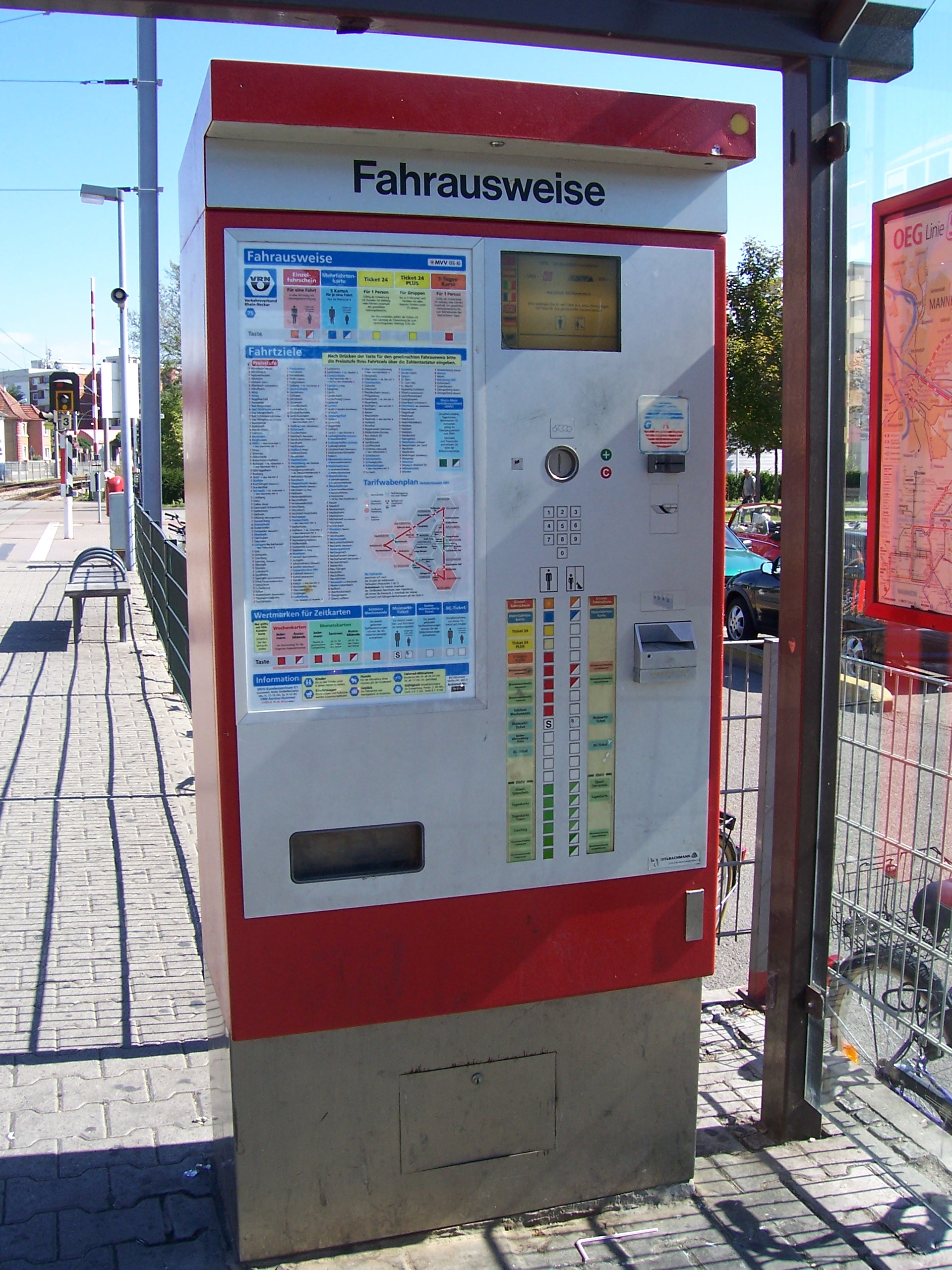
Fahrscheinautomat in Viernheim

Seit der Vereinheitlichung der Linienbezeichnungen im Verkehrsverbund Rhein-Neckar (VRN) am 10. Dezember 2006 trägt die OEG auf ihrer gesamten Fahrtstrecke die Bezeichnung 5.
Ab März 2012 wurde die Leit- und Sicherungstechnik der Strecke erneuert. Sie wird seit 1.  April mittels eines elektronischen Stellwerks (ESTW) aus der Betriebszentrale im Betriebshof Möhlstraße in Mannheim gesteuert. Zwischen Universitätsklinikum und Bonifatiuskirche (Bkm 1,435) wird die Strecke nach den Regeln der Straßenbahn-Bau- und Betriebsordnung (BOStrab) betrieben. Zwischen Bonifatiuskirche und Mannheimer Straße wird im Sichtabstand bzw. auf Sicht gemäß FV-NE gefahren.

## Betriebsstellen
| vorher                  | nachher                     | wann             |
| ----------------------- | --------------------------- | ---------------- |
| Viernheim Haltepunkt    | Kapellenberg                | 1984             |
| Käfertal Haltepunkt     | Mannheimer Straße           | 1995             |
| Gaswerk                 | Händelstraße                | 1998 (?)         |
| Tivoli                  | Tivoli/Rhein-Neckar-Zentrum |                  |
| Käfertal Wald           | Platz der Freundschaft      | 12. Juni 2016    |
| Luisenstraße            | Weinheim Hauptbahnhof       | 12. Juni 2016    |
| Weinheim OEG-Bahnhof    | Weinheim Alter OEG-Bahnhof  | 12. Juni 2016    |
| Viernheim-Eissporthalle | Walter-Gropius-Allee        | 9. Dezember 2018 |

### Käfertal DB-Übergabe
Am Bahnhof Mannheim-Käfertal der Deutschen Bundesbahn existierte eine Rollbockgrube und ein 250 Meter langes Umladegleis der OEG. Von dieser führte seit der Verlegung der OEG-Strecke in die Friedrich-Ebert-Straße ein Gleis durch die Mannheimer Straße, das im Bereich der damaligen Straßenbahn-Wendeschleife hinter ihrer Zufahrt die Strecke erreichte.

### Viernheim OEG-Bahnhof
Im Bahnhof gab es eine sechsgleisige Wagenhalle, die 1914 kurz vor dem Ersten Weltkrieg gebaut wurde. Sie hat ein Tonnendach und eine Backsteinfassade, ist 71 m lang, 22 m breit und 11 m hoch (Firsthöhe). Die Halle wurde Mitte der 1970er Jahre wegen zu enger Hallentore außerbetriebgenommen, und von der DGEG und einem Viernheimer Verein als Museum weitergenutzt, das wegen zu hoher Kosten 1986 geschlossen wurde. Durch die dadurch fehlende Instandhaltung verkam die Halle danach in schlechten Zustand, wurde jedoch bis 2002 zum Abstellen von Museumsfahrzeugen genutzt, die während dieser Zeit durch Vandalismus geschädigt wurden.
Im Februar 2000 wurde eine Bürgerinitiative zum Erhalt der Halle gegründet, als die Abrissgenehmigung schon bestand. Im Jahr 2004 stand die Halle für 1,8 Millionen Euro zum Verkauf, ein Investor plant seit 2006 ihre Weiternutzung. Ende 2007 wurde der Bebauungsplan entsprechend geändert, Mitte 2009 begann der Umbau. Die Halle soll danach auf 2 000 m2 für 80 Büroarbeitsplätze Platz bieten. Der Umbau wurde 2010 beendet. Der Hauptteil der Halle wurde daraufhin vom Investor, einer Steuerberatungssozietät, genutzt, und der kleinere, östliche Teil von einer Kanzlei. An die frühere Nutzung erinnern außer den Hallentoren ein grüner Wagen zwischen den Büros der Halle und meterspurige Pflasterlinien auf dem Vorplatz.
Nach Inbetriebnahme des ESTW wurden Ende 2014 zwei Gleisverbindungen eingebaut, um aus dem mittleren Gleis ins Gegengleis ausfahren zu können.

### Weinheim Luisenstraße
Der Haltepunkt Weinheim Luisenstraße befindet sich nahe der Brücke über den DB-Bahnhof. Aufgrund dieser Nähe wurde er teilweise mit dem OEG-Bahnhof verwechselt und im Juni 2016 in Weinheim Hauptbahnhof umbenannt. Die von etwa 4600 Fahrgästen pro Tag genutzten Bahnsteige sind zwölf Zentimeter hoch und teilweise nur 1,6 Meter breit. Durch vom und zum DB-Bahnhof oder ZOB umsteigende Fahrgäste muss die Bergstraße (Bundesstraße 3) gequert werden. Bis etwa in die 1970er Jahre befand sich der Haltepunkt auf der Brücke und hieß „Weinheim Brücke“.
Es ist geplant, den Haltepunkt ab März 2017 umzubauen. Hierbei wurde unter anderem eine Verlegung auf die Brücke untersucht, wodurch die Umsteigewege zum DB-Bahnhof hätten verkürzt werden sollen. Man entschied sich jedoch dafür, den Haltepunkt auf die westliche Seite der Bergstraße zu verlegen. Von dort aus soll über eine rollstuhltaugliche Rampe und eine Treppe die Straße unter der Brücke erreichbar sein, von der aus man zum zentralen Omnibusbahnhof und zum südlichen Teil des DB-Bahnsteigs 1 kommt.

### Weinheim OEG-Bahnhof
Der OEG-Bahnhof Weinheim, seit Juni 2016 Weinheim Alter OEG-Bahnhof, befindet sich etwa 500 Meter südlich des DB-Bahnhofs. Ein Gleis führte direkt vor dem Bahnübergang der Moltkestraße über die Bergstraße zum Güterbahnhof, wo es ein Ladegleis an der Obstmarkthalle und zwei Gleise parallel zu einem DB-Gleis gab. In den 1970er Jahren wurde der Bahnsteigbereich von einer großen Asphaltfläche zu den für die OEG Ende des 20. Jahrhunderts typischen Bahnsteigen umgebaut und die Anlagen für den Güterverkehr entfernt. Inzwischen ist der Bahnhof nur noch dreigleisig.
Im Bahnhofsgebäude wurden im Jahr 2016 ein Restaurant und Büros eingerichtet.

## Verkehr
Ursprünglich war der Personenverkehr auf der Strecke eine von vier unabhängig voneinander betriebenen OEG-Linien und wurde als Linie A bezeichnet. Die Wagenhalle befand sich in Viernheim.
Im Sommer 1922 fuhren Züge von Weinheim bis nach Bad Dürkheim.
Die Züge der Linie A fuhren im Stundentakt. Werktags morgens fuhr sie im Zwanzig-, teilweise sogar Zehn-Minuten-Takt, nachmittags bis abends im Halbstundentakt. Sonntags fuhren zusätzliche Fernzüge ohne Halt zwischen Mannheim OEG-Bahnhof und Weinheim OEG-Bahnhof, sowie stündliche Zusatzzüge von Mannheim bis Käfertal Wald.
Ab dem 6. September 1943 endeten nach Bombenangriffen im Krieg die Züge in Mannheim im OEG-Bahnhof und fuhren nicht mehr in die Innenstadt. Vom 26. März bis zum 18. Juni 1945 wurde der Betrieb kriegsbedingt eingestellt, erst ab 21. November konnten die Züge aus Weinheim von Handschuhsheim aus weiter über die provisorische Friedrichsbrücke zum Bismarckplatz fahren.
Ab 2. Juni 1957 fuhren die Züge im 24-Minuten-Takt.
Nach der vollständigen Elektrifizierung des OEG-Streckendreiecks Mannheim–Heidelberg–Weinheim–Mannheim 1956 wurden die Züge in Weinheim durchgebunden. Ab 30. Mai 1965 erfolgte die generelle Durchbindung auch in Heidelberg, so dass seit dieser Zeit bis auf Verdichtungszüge alle Züge Rundfahrten sind. Damit fuhren auch auf dieser Strecke Ganzzüge. Eine Rundfahrt dauerte 122 Minuten. Auf der Strecke Mannheim – Weinheim fuhren somit die Linie A von Mannheim Hbf über Weinheim und Heidelberg nach Mannheim Kurpfalzbrücke und die Linie C von Mannheim Hbf über Käfertal nach Heddesheim.
Zum 25. September 1966 wurde der Halbstundentakt eingeführt.
Vom 1. Juli 1971 bis 30. Juni 1973 galt ein Sparfahrplan mit verschlechtertem Takt. Danach fuhren die Züge wieder im Halbstundentakt, in den Hauptverkehrszeiten im 20-Minuten-Takt.
Ab dem 30. September 1973 fuhren die Züge in Mannheim wieder zum Hauptbahnhof, diesmal jedoch über die Friedrich-Ebert-Brücke und den Kaiserring. Zum 26. Mai 1974 wurde die Zeitlage der Züge von und nach Heddesheim so angepasst, dass sich auf dem gemeinsam befahrenen Abschnitt ansatzweise ein Viertelstundentakt ergab.
Zum 23. Mai 1993 wurde erneut ein Halbstundentakt eingeführt, zwischen Weinheim und Mannheim gab es zusätzliche Züge. Die Höchstgeschwindigkeit wurde von 60 km/h auf 80 km/h erhöht.
1995 wurden die Weinheimer und die Heidelberger Züge auch in Mannheim durchgebunden. So fahren die OEG-Züge seitdem also ständig im Kreis, falls sie nicht in Edingen/Schriesheim oder Käfertal/Weinheim wenden. Die OEG-Wendegleise an der Schlossgartenstraße (am Hauptbahnhof) wurden damit nicht mehr planmäßig genutzt. Die nur auf dem Abschnitt Käfertal–Mannheim–Edingen fahrenden Züge wurden als Linie 5 bezeichnet, die Rundfahrten als Linie 5R, die Linie von Heddesheim über Mannheim nach Ludwigshafen-Oggersheim als Linie 4. Die Linie 5R fuhr von da an im 20-Minuten-Takt (an Wochenenden Halbstundentakt), zwischen Edingen und Käfertal wurde dies durch die Linie 5 auf einen 10-Minuten-Takt (an Sonntagen 20-Minuten-Takt) verdichtet.
Für die komplette Rundfahrt wurden 1995 zunächst 62 und für die Kurzläufer zwischen Käfertal und Edingen 63 als Liniennummern verwendet, so wie es der VRN in seinem verbundweiten Konzept vorsah. Da die MVV innerhalb Mannheims jedoch die Bezeichnung 5 verwendete, um die OEG in ihr Stadtbahnnetz einzufügen, wurde nach einiger Zeit auf 5R (statt 62) für die gesamte Rundstrecke und 5 (statt 63) für die Kurzläufer zwischen Käfertal und Edingen umgestellt. Im Fahrplanbuch des VRN war der Fahrplan aber unter der Tabellennummer „R 65“ zu finden. Die Unterscheidung zwischen 5 und 5R wurde Ende 2006 endgültig aufgegeben und seither ausschließlich die Bezeichnung 5 verwendet, welche nun auch im Fahrplanbuch angewandt wird. Die Züge der Strecke nach Heddesheim werden seit Juni 2016 als Linien 5A und 15 geführt.
Die hier behandelte Bahnstrecke bindet länderübergreifend das hessische Viernheim ins übrige Eisenbahnnetz ein. An den Feiertagen „Heilige Drei Könige“ (6. Januar) und „Allerheiligen“ (1. November), die nur in Baden-Württemberg begangen werden, findet daher auch zwischen Mannheim und Weinheim ein reduzierter Betrieb statt. Jedoch werden an diesen Tagen aufgrund des verstärkten Ansturms auf das Viernheimer Rhein-Neckar-Zentrum meist Verdichtungszüge eingesetzt.